# Masayuki Yanai
Masayuki Yanai (箭内政之, Yanai Masayuki) est un astronome amateur japonais né en 1959. D'après le Centre des planètes mineures, il a co-découvert vingt-sept astéroïdes avec Kazurō Watanabe entre 1987 et 1992.
L'astéroïde (4260) Yanai a été nommé en son honneur.

## Astéroïdes découverts
| (3867) Shiretoko[1]          | 16 avril 1988     |
| (3915) Fukushima [1]         | 15 août 1988      |
| (4263) Abashiri [1]          | 7 septembre 1989  |
| (4557) Mika [1]              | 14 décembre 1987  |
| (4771) Hayashi [1]           | 7 septembre 1989  |
| (5121) Numazawa [1]          | 15 janvier 1989   |
| (5174) Okugi [1]             | 16 avril 1988     |
| (5374) Hokutosei [1]         | 4 janvier 1989    |
| (6562) Takoyaki [1]          | 9 novembre 1991   |
| (6707) Shigeru [1]           | 13 novembre 1988  |
| (7828) Noriyositosi [1]      | 28 septembre 1992 |
| (8182) Akita [1]             | 1er octobre 1992  |
| (10117) Tanikawa [1]         | 1er octobre 1992  |
| (11280) Sakurai [1]          | 9 octobre 1989    |
| (11494) Hibiki [1]           | 2 novembre 1988   |
| (11546) Miyoshimachi [1]     | 28 octobre 1992   |
| (12746) Yumeginga [1]        | 16 novembre 1992  |
| (13561) Kudogou [1]          | 23 septembre 1992 |
| (13564) Kodomomiraikan [1]   | 19 octobre 1992   |
| (14441) Atakanoseki [1]      | 21 septembre 1992 |
| (14443) Sekinenomatsu [1]    | 1er octobre 1992  |
| (14901) Hidatakayama [1]     | 21 septembre 1992 |
| (17516) Kogayukihito [1]     | 28 octobre 1992   |
| (22346) Katsumatatakashi [1] | 28 septembre 1992 |
| (23465) Yamashitakouhei [1]  | 24 octobre 1989   |
| (24757) Kusano [1]           | 1er novembre 1992 |
| (35143) 1992 UF1 [1]         | 19 octobre 1992   |
| 1. avec Kazurō Watanabe      |                   |